# Société de construction des avions Hurel-Dubois

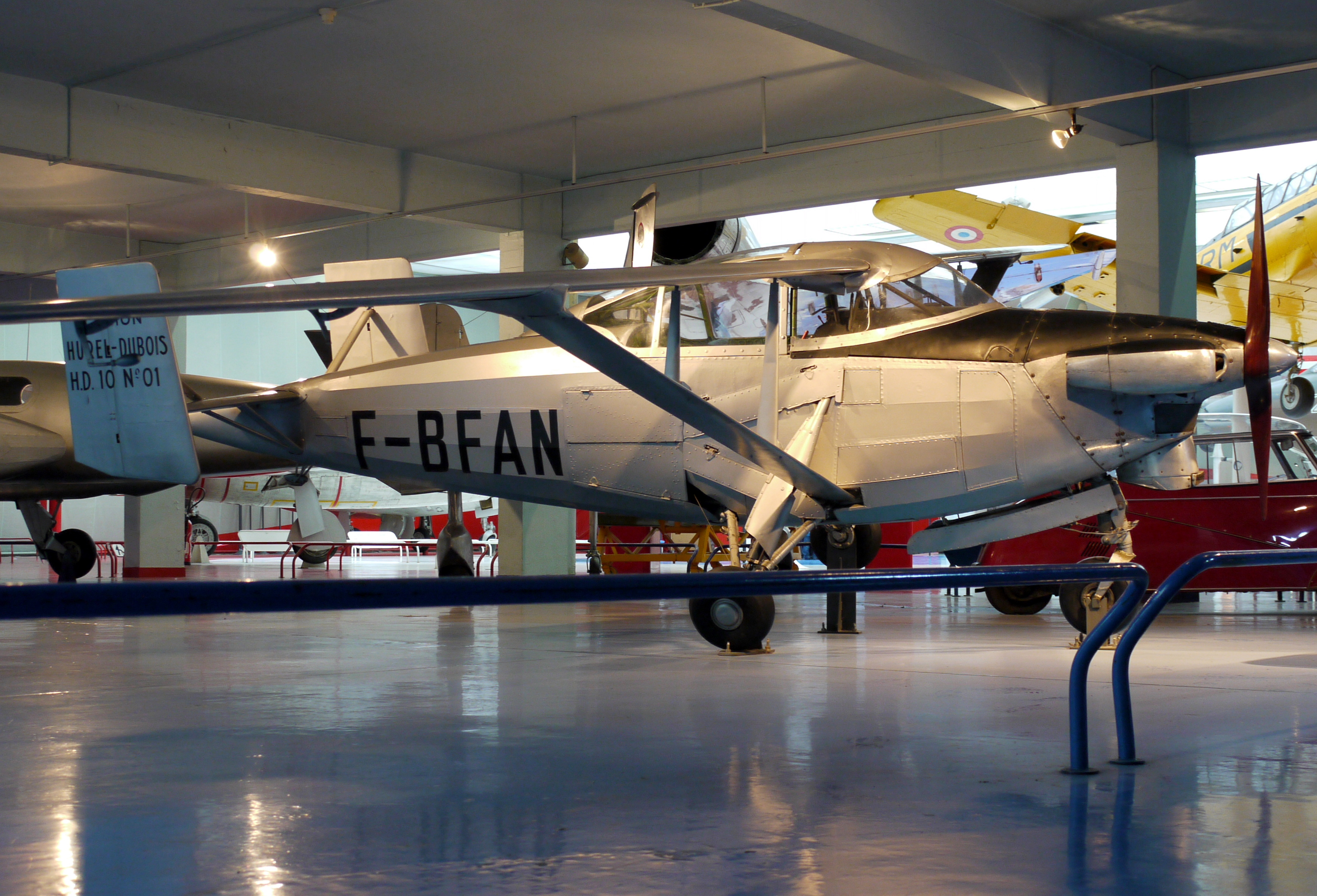
L'avion expérimental HD-10 (musée de l'Air et de l'Espace, Le Bourget).

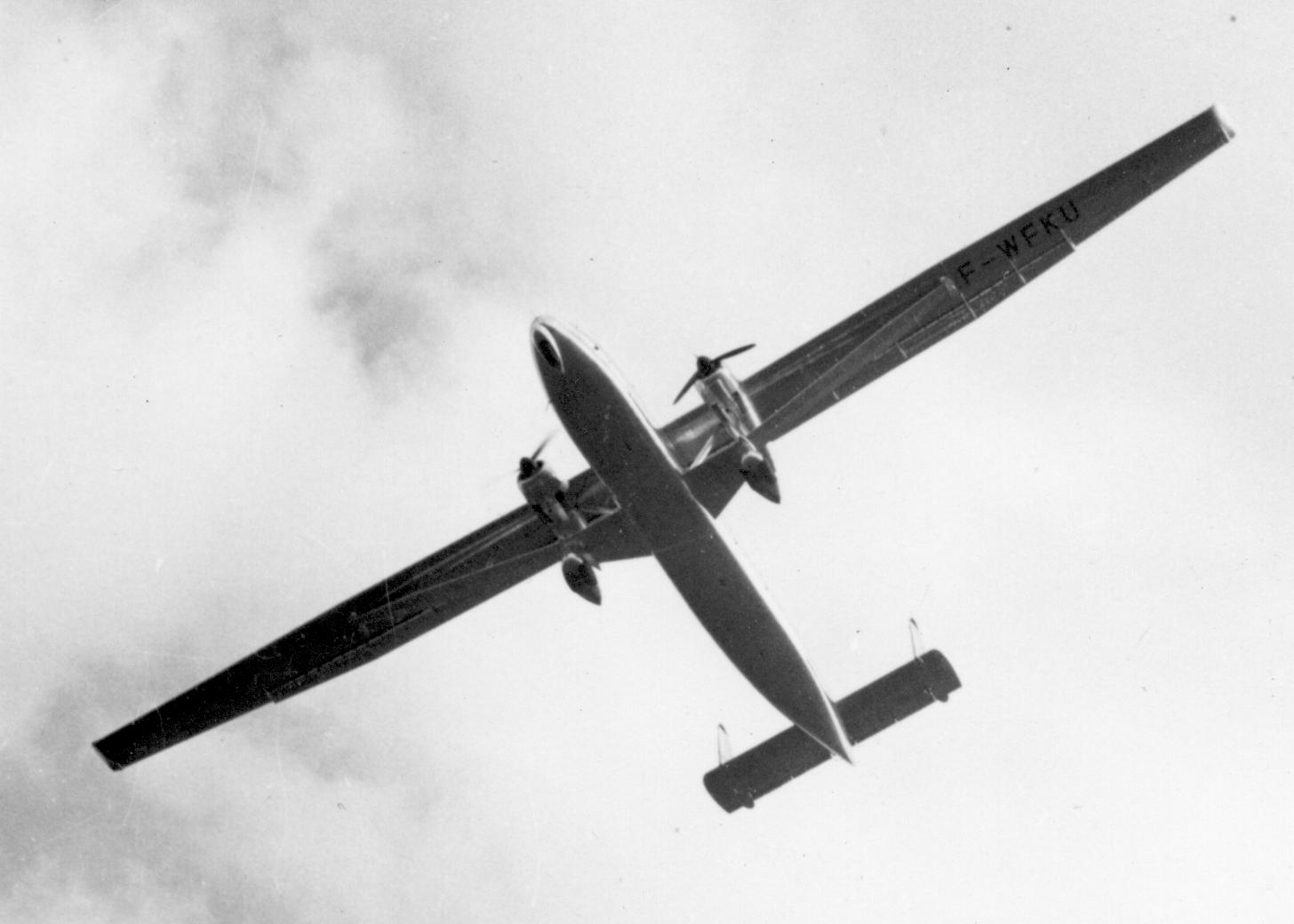
Prototype HD-31 en démonstration à Coventry.

La société des Avions Hurel-Dubois fut créée durant l'année 1947 sur les hauteurs de Meudon (Hauts-de-Seine, près de Paris). Sa raison d'être était de promouvoir les concepts de l'ingénieur Maurice Hurel (1896-1982), un chaud partisan des voilures à grand allongement. Il trouvait en la personne de Léon-Joseph Dubois (1890-1966), un investisseur compréhensif. 
Le démonstrateur HD-10 s'envolait pour la première fois durant l'année 1948 aux mains de M. Hurel en personne. La validité de la formule reconnue, notamment dans l'exécution de vols lents à faible incidence, le constructeur s'engageait dans des réalisations plus ambitieuses. Un projet à réaction (HD-45) fut même proposé en concurrence avec la célèbre Caravelle. 
Les avions Hurel-Dubois ne rencontrèrent pas le succès escompté. Seulement deux bimoteurs HD-32 et une petite série de huit HD-34 (au profit de l'IGN) seront assemblés. 
L'aspect inhabituel des ailes à grand allongement a valu à cette famille d'avions Hurel Dubois le surnom de « coupe-papier volant ». 
En revanche, la firme de Meudon allait s'affirmer comme un sous-traitant majeur dans le paysage aéronautique français (nacelles, aérostructures, etc.). Durant près d'un demi-siècle, elle allait faire sa niche sur ce segment avant de rejoindre l'escarcelle de la Snecma en 2000. Dans la foulée, le nouveau propriétaire lui attribua le nom d'Hurel-Hispano avant de la rebaptiser Aircelle en 2005. Elle est depuis devenue Safran Nacelles.
L'année suivante, une page de l'ex-Hurel-Dubois se tournait avec la fermeture définitive du site historique de Meudon.
Au sein du conseil d'administration de la compagnie mentionnons Bernard Delord de Gattières.
Une stèle en hommage à Maurice Hurel a été inaugurée en rappel de son évasion de 1943, par le général Gustave Giraud à l'aérodrome Mandelieu-la-Napoule en 1985.
Hurel était membre du Club Rotary et recevait des personnalités internationales du club, dont, en 1963 Jean Poliquin de Québec-est.

## Articles liés
- Hurel-Dubois HD-10, prototype monomoteur monoplace,
- Hurel-Dubois HD-31,
- Hurel-Dubois HD-32,
- Hurel-Dubois HD-321,
- Hurel-Dubois HD-34.